# Saint-Martin-de-Ré
Saint-Martin-de-Ré – miejscowość i gmina we Francji, w regionie Nowa Akwitania, w departamencie Charente-Maritime, w okręgu La Rochelle.
Według danych na rok 2015 gminę zamieszkiwało 2346 osób, a gęstość zaludnienia wynosiła 499 osób/km².